# Església de Sant Pere Ad Vincula
Sant Pere Ad Vincula de Rosselló és una església parroquial de Rosselló (Segrià) inclosa en l'Inventari del Patrimoni Arquitectònic de Catalunya. Està protegida com a bé cultural d'interès local (BCIL).

## Descripció
L'església de Sant Pere de Rosselló segueix el model de planta rectangular del Gessú de Roma que va difondre per Catalunya fra Josep de la Concepció al llarg del segle xvii. Consta de transsepte o creuer i una única nau flanquejada per capelles laterals que es troben comunicades entre si per unes obertures d'arcs de mig punt, a excepció de la primera capella de la nau de l'Evangeli, on es troba el campanar.
El presbiteri és de capçalera plana amb una sola sagristia lateral situada a la banda dreta. Està cobert amb volta de canó amb dos llunetes cegades, igual que a la nau central. La volta de canó original fou enderrocada l'any 1953 i refeta totalment, així com part dels murs.
La nau central és de volta de canó amb llunetes dividida (amb finestres rectangulars) en tres trams per mitjà d'arcs faixons. La volta descansa sobre una cornisa motllurada.
Les capelles laterals s'obren a la nau central mitjançant arcs de mig punt, separats per pilars rectangulars amb pilastres adossades. Les capelles són de planta rectangular i estan cobertes amb voltes d'aresta.
El creuer originàriament estava cobert amb una cúpula que es va enderrocar perquè es trobava en mal estat i es va cobrir amb unes planxes ondulades de polièster amb una estructura de ferro.
Als peus de l'església hi ha el cor amb barana de fusta sostingut per un arc carpanell que descarrega sobre els murs de la nau principal.
La teulada és a doble vessant. El transsepte i el presbiteri són coberts amb teula àrab, mentre que la nau central és coberta amb uralita i el cimbori està cobert amb unes plaques ondulades de resina de polièster.
Pel que fa a la façana podem dir que es caracteritza per la seva austeritat. Destaca, però la portalada formada per un timpà triangular -amb un òcul al mig- força deteriorat, sostingut per columnes adossades amb capitells d'ordre compost. Més a munt del timpà hi havia una fornícula, actualment tapada amb maons, que acollia la imatge de la marededéu del Pilar. Als extrems del frontó hi havia les imatges de Sant Pere i Sant Antolí (primitiu titular de l'església parroquial de Rosselló).
L'església fou construïda amb pedra sorrenca que s'ha deteriorat molt a causa de la humitat del subsòl. L'aparell en la façana principal i el campanar seguien la tècnica de l'aparell romà, amb carreus de pedra ben escairats, col·locats a trencajunt. A la resta dels murs trobem paredat format per pedra de mides molt diverses.

### Campanar
A la banda dreta hi havia un campanar de planta quadrada, dividit en tres trams per cornises, que contenia una finestra, el rellotge i les campanes visibles a través de les finestres de mig punt. L'any 1990 fou reparat amb la col·locació d'un nou cos de formigó armat, rematat amb una coberta a quatre vessants en forma piramidal. La campana original de 1890 fou refosa l'any 1990 mentre era rector Mn. Gabriel Jordana. L'altra campana, dedicada a la Mare de Déu del Pilar, data de 1943, tal com indica la inscripció.

## Història
La primera referència documental sobre l'església vella de Rosselló data de 1637 en una visita pastoral on es diu que el titular era Sant Pere ad vincula i que els altars estaven dedicats a la Verge del Roser, Sant Josep, Santa Cecília i Crist Crucificat. En la visita pastoral de 1741 del bisbe Gregorio Galindo es parla de la necessitat de reparar l'església. El 1748 es decideix construir un nou temple. El 2 de febrer de 1756 s'emprèn la construcció del nou temple, ja que l'antiga església era excessivament petita i a més, estava en molt mal estat de conservació. Es va redactar un contracte en el qual s'establia ben bé com havia de ser la nova església: la forma i distribució de l'espai, les mides, característiques dels fonaments, la portada, l'interior, el campanar. També s'hi va recollir el preu de l'obra i les condicions de pagament.
El 25 d'abril de 1757 es va posar la primera pedra de l'església dedicada a la Verge del Pilar i Sant Pere Apòstol. El mes d'agost del mateix any el mestre d'obres Josep Burria va traspassar l'obra a Miquel Batiste. Es va produir una modificació del projecte inicial, es va suprimir una de les sagristies, ja que suposava prendre una part de la propietat d'un dels administradors de l'església.
El 16 de maig de 1760 els mestres de cases Gabriel Forcada i Antoni Balaguer van comprovar que se seguia el projecte i quin era l'estat de l'obra. El 19 d'agost de 1761 aquestes mateixes persones fan una nova visita per tal de certificar que el temple s'havia acabat de construir seguint les pautes establertes en el contracte.
L'any 1762 l'església ja estava acabada i en funcionament sota l'advocació de Nostra Senyora del Pilar i tenia vuit capelles. Els altars o retaules eren els següents: l'altar major de Sant Pere Ad Vincula, patró del poble; al creuer de l'esquerra l'altar de Sant Josep i al costat un quadre de Sant Francesc i el Sant Crist; i la capella del Roser.
L'any 1786 es detecten problemes d'humitats i es va haver d'intervenir per tal de resoldre-ho. Aquesta qüestió avui en dia encara no ha estat solucionada.
El 1936 l'església de Rosselló va ser saquejada i es van cremar retaules i imatges a la plaça del poble. Una de les campanes fou robada.
L'any 1947 la volta de l'absis sobre l'altar major s'havia esquerdat i corria perill d'esfondrar-se. Es van col·locar uns tirants de ferro que evitaven que s'obrissin els murs i caigués la volta. L'estat de conservació de l'immoble però, demanava una intervenció més profunda. Es va enderrocar la teulada de l'altar major, volta i murs laterals fins a nivell d'imposta. Es van construir uns tirants damunt dels murs laterals amb formigó armat. Es va reconstruir la teulada i la volta amb el mateix sistema constructiu.
L'any 1965 es produeix el despreniment d'una cornisa del campanar que va foradar la coberta de l'església. La cúpula estava esquerdada i calia retirar la cornisa del campanar i refer-ne la teulada.
Entre 1965 i 1966 es fan les següents obres: enderrocar la cúpula superior de la torre i reconstruir-la amb formigó armat, col·locar dos tirants laterals a la part baixa del campanar, repassar la teulada amb teula àrab nova, revisar els fonaments exteriors del temple per afectació de les aigües als murs, treure l'enrajolat de l'interior, sagristia i cor i posar-ne un de nou.
L'any 1990 s'afegeix un cos de formigó al campanar per tal de donar-li més alçada. Es va eliminar la part superior del campanar original, la coberta amb les quatre gàrgoles de les cantoneres i el fragment comprès entre dues cornises situades a sobre les finestres. Es va col·locar un nou coronament de formigó armat i es va reforçar també el cos o pis de les campanes.
El campanar es va enfondrar el 29 de gener de 2016, sense causar danys personals, ja que la zona havia estat acordonada prèviament.